# KKXX (séquence d'acides aminés)
 (avril 2021).
KKXX et pour certaines protéines XKXX est un motif peptidique cible situé à l'extrémité C-terminal de la structure d'acides aminés d'une protéine responsable de la récupération des protéines membranaires du réticulum endoplasmique (RE) depuis l'appareil de Golgi . Ces protéines membranaires du RE sont des protéines transmembranaires qui sont ensuite intégrées dans la membrane RE après transport depuis le Golgi. Ce motif est exclusivement cytoplasmique  et interagit avec le complexe protéique COPI pour cibler le RE depuis l' extrémité cis de l'appareil de Golgi par transport rétrograde.
L'abréviation KKXX est formée par les abréviations standard correspondantes pour la lysine (K) et tout acide aminé (X). Ce système de lettres a été défini par l'IUPAC et l'IUBMB en 1983, et se présente comme suit:
- K - Lysine
- K - Lysine
- X - n'importe quel acide aminé
- X - n'importe quel acide aminé

## Voir également
- Peptide signal
- Ciblage protéique